# Довин, Оливер
Оливер Лукас Дозае Нноньелу Довин (швед. Oliver Lukas Dozae Nnonyelu Dovin; род. 11 июля 2002, Лондон) — шведский футболист, вратарь клуба «Ковентри Сити» и сборной Швеции.

## Клубная карьера
Футболом начал заниматься в клубе «Энскеде». В 2014 года перешёл в академию «Хаммарбю», где стал выступать за различные юношеские команды. 16 августа 2018 года подписал с клубом свой первый профессиональный контракт, рассчитанный 3,5 года. В сезоне 2019 года был третьим вратарём команды после Юхана Виланда и Давора Блажевича, несколько раз попадал в заявки на матчи чемпионата, но в играх не участвовал. Впервые это произошло 11 августа в домашней игре с «Хельсингборгом». Также дважды попадал в заявку фарм-клуба «Фрей» на матчи Суперэттана. В следующем сезоне в основном выступал за фарм-клуб, опустившийся в первый шведский дивизион. Первый матч в его составе провёл 14 июня против «Броммапойкарны». Довин провёл на поле все 90 минут и в середине второго тайма пропустил единственный гол в матче. В общей сложности за время выступления в клубе принял участие в 23 матчах, в которых пропустил мячей.
По окончании сезона в первом дивизионе был заявлен на игру последнего тура Аллсвенскана с «Эребру». В этой встрече Довин дебютировал за основной состав в чемпионате Швеции, выйдя в стартовом составе. На 17-й и 90-й минутах матча он пропустил два мяча, в связи с чем «Хаммарбю» проиграл 1:2.  В начале 2021 года принимал участие в матче группового этапа кубка Швеции против «Оскарсхамна» и четвертьфинальной встрече с «Треллеборгом». По итогам турнира «Хаммарбю» дошёл до финала. В решающей игре с «Хеккеном», состоявшейся 30 мая, Довин участия не принимал. Основное и дополнительное время встречи завершилось нулевой ничьей, а в серии послематчевых пенальти его команда была точнее, в результате чего завоевала трофей.

## Карьера в сборной
Выступал за юношеские сборные Швеции различных возрастов. Дебютировал в составе юношеской сборной до 17 лет 24 августа 2017 года в товарищеской встрече с Финляндией. В ноябре 2020 года был впервые вызван в молодёжную сборную на отборочные матчи к чемпионату Европы против сборных Армении и Италии, но в играх участия не принимал. Дебют в молодёжной сборной состоялся 3 июня 2021 года в товарищеской встрече с Финляндией, когда Довин вышел на поле после перерыва вместо Самуэля Брулина.

## Личная жизнь
Родился в Лондоне. Его отец — англичанин нигерийского происхождения, а мать — шведка. Переехал вместе с семьей в Швецию, когда ему был один год.

## Достижения
Хаммарбю:
- Обладатель кубка Швеции: 2020/21

## Клубная статистика
| Выступление      | Выступление      | Выступление      | Лига | Лига | Кубки | Кубки | Конт. кубки | Конт. кубки | Итого | Итого |
| Клуб             | Лига             | Сезон            | Игры | Голы | Игры  | Голы  | Игры        | Голы        | Игры  | Голы  |
| ---------------- | ---------------- | ---------------- | ---- | ---- | ----- | ----- | ----------- | ----------- | ----- | ----- |
| Хаммарбю         | Аллсвенскан      | 2020             | 1    | -2   | 0     | 0     | 0           | 0           | 1     | -2    |
| Хаммарбю         | Аллсвенскан      | 2021             | 4    | -4   | 2     | -2    | 3           | -4          | 9     | -10   |
| Хаммарбю         | Итого            | Итого            | 5    | -6   | 2     | -2    | 3           | -4          | 10    | -12   |
| → Фрей           | Дивизион 1       | 2020             | 23   | -39  | 0     | 0     | 0           | 0           | 23    | -39   |
| → Фрей           | Итого            | Итого            | 23   | -39  | 0     | 0     | 0           | 0           | 23    | -39   |
| Всего за карьеру | Всего за карьеру | Всего за карьеру | 28   | -45  | 2     | -2    | 3           | -4          | 33    | -51   |